# 雅各·花德烈
雅各·花德烈（荷蘭語：Jacobus Vertrecht；1606年—?）為一位17世紀台灣荷蘭統治時期（1647年－1651年）於福爾摩莎（現在稱為台灣）傳教之荷蘭宣教師。

## 生平
西元1606年出生於荷蘭莱顿。西元1625年進入萊頓大學就讀。西元1632年搭乘愛米里雅號（Emilia）由米德尔堡出發前往巴達維亞。西元1633年8月7日在巴達維亞結婚，8月底前往蘇拉特（Surate）擔任宣教師，後轉往安汶服務至西元1638年。之後再轉往阿魯群島服務至西元1647年。西元1647年7月11日來到臺灣。由台灣改革宗教會派往虎尾壟地區服務至1651年。並完成翻譯為虎尾壟語的主禱文、聖經片段、教义问答、及五篇講道詞等共19講語料，此些所譯寫的相關原稿收藏於荷蘭乌特勒支大学圖書館。後花德烈與VOC聯合東印度公司第10任台灣長官維堡不合，與駐台（西元1647年－西元1651年）丹尼爾·格拉維斯(倪但理/Daniel Gravius)宣教師離開台灣回巴達維亞。 大約同時期（西元1649年－西元1653年）亦有吉爾伯特斯·哈帕特宣教師駐台服務，哈帕特並以荷蘭語完成一部虎尾壟地區原住民語之《虎尾壟語詞典》。

## 外部連結
- Dictionary:  Dictionary of the Favorlang dialect of the Formosan language, by Gilbertus Happart (1650), translated from Dutch to English by W. H. Medhurst (1840).
- An account of missionary success in the island of Formosa: published in London in 1650 and now reprinted with copious appendices : Campbell, William, 1841-1921(附虎尾壟語語料：XIII. The Lord's Prayer in several FoRMOSAN Dialects；XIV. Dialogues in Formosan-Dutch.)
- 十七世紀荷蘭駐臺宣教師名單 （页面存档备份，存于）
- Dutch Governors-General, Governors, and Missionaries （页面存档备份，存于）